# Oanh Nhật Bản
Larvivora akahige là một loài chim trong họ Muscicapidae.

## Tham khảo

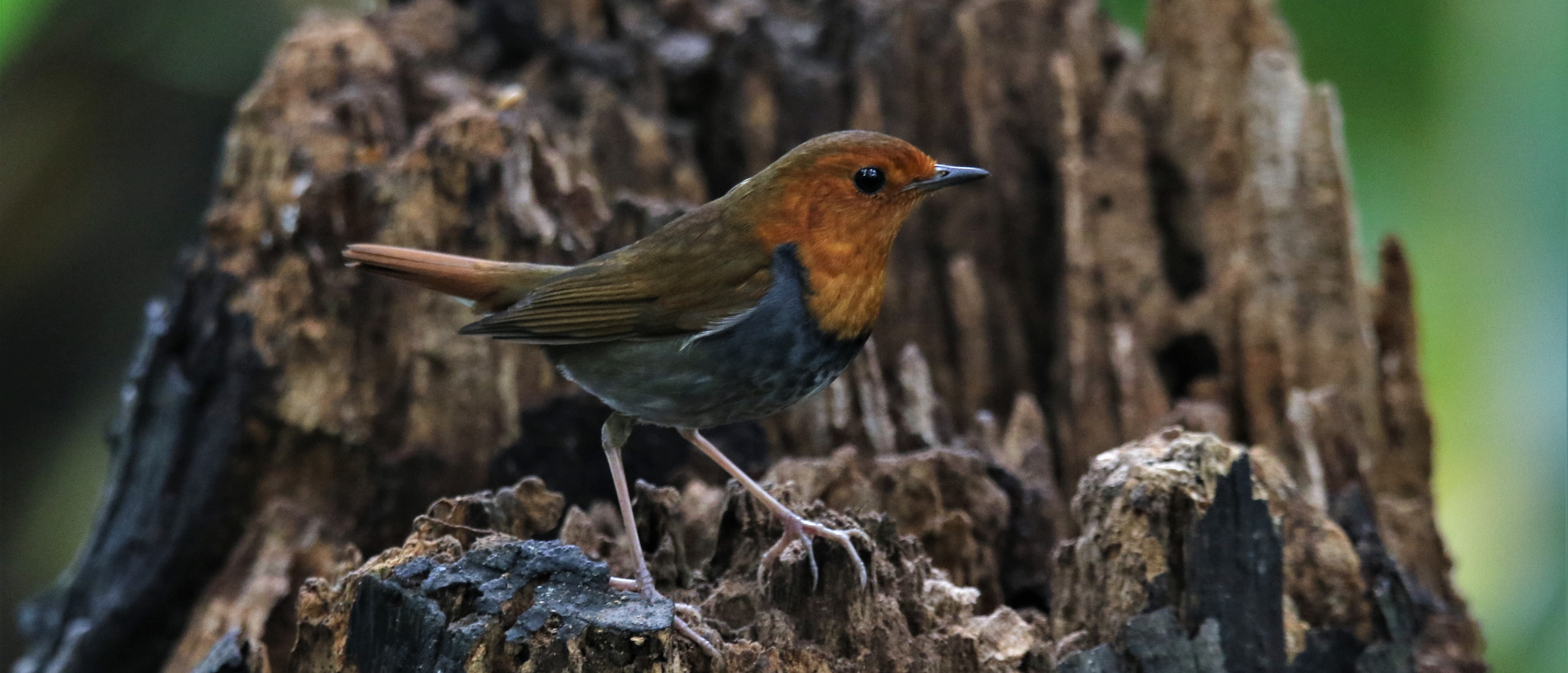
Oanh Nhật Bản